# Metalloleptura curticornis
Metalloleptura curticornis là một loài bọ cánh cứng trong họ Cerambycidae.